# Gens Lutatia
Die gens Lutatia (Lutatii, deutsch Lutatier) waren eine plebejische Familie (gens) im Römischen Reich. Sie trugen das Nomen Lutatius.
Der bedeutendste Zweig der Familie waren die Catuli.
Zu den Lutatiern gehören vor allem:
- Gaius Lutatius Catulus (Konsul 242 v. Chr.), Sieger in der Schlacht bei den Ägatischen Inseln;
- Quintus Lutatius Cerco (Konsul 241 v. Chr.), der jüngere Bruder des Gaius Lutatius Catulus;
- Quintus Lutatius Catulus (Konsul 220 v. Chr.);
- Quintus Lutatius Catulus, Adoptivvater von Sextus Iulius Caesar (s. u.);
- Quintus Lutatius Catulus (Konsul 102 v. Chr.), hieß eigentlich Sextus Iulius Caesar;
- Quintus Lutatius Catulus (Konsul 78 v. Chr.).
- Quintus Lutatius Dexter Laelianus, römischer Offizier (Kaiserzeit)
- Lucius Cestius Gallus Cerrinius Iustus Lutatius Natalis, römischer Statthalter